# Hrvoje Barić
Hrvoje Barić (Split, 21. srpnja 1965. ), hrvatski plivač. Natjecao se za Jugoslaviju.
Natjecao se na Olimpijskim igrama 1984., a nastupio je u prednatjecanju na 100 metara, delfin.
Na Mediteranskim igrama 1991. osvojio je zlatnu medalju na 100 metara, delfin.
Bio je član splitskog POŠK-a.